# 湊佳苗
湊佳苗（日语：／ Minato Kanae，1973年1月19日—）是一名日本女性小說家。出生於廣島縣因島市中庄町（現尾道市因島中庄町），於尾道市立因北小學校、尾道市立因北中學校、廣島縣立因島高等學校畢業。大學於武庫川女子大學家政學系畢業，現在住在兵庫縣淡路島。

## 簡歷
湊佳苗小時候就愛幻想一些事物，與他人性格始終格格不入，喜歡去學校的圖書館看江戶川亂步、赤川次郎的推理小說。從廣島縣立因島高中畢業後，在武庫川女子大學就讀期間就在進行服裝製造相關行業，之後隨著青年海外協力隊去了東加王國兩年，回到日本之後成為了兵庫縣淡路島高中的家政科的講師。
27歳結婚之後，想著要跳脫家庭主婦的形式開始了創作。白天做著家庭主婦的工作，晚上則開始執筆寫作，細膩的寫出登場人物的性格、內心世界，完整的將角色設定完成之後，在小說開始前連配角的部份也完整的設定了。
2005年第二屆BS-I新人劇本獎，佳作入選。2007年獲得第三十五屆創作廣播劇大獎，以《聖職者》獲得第29屆小說推理新人獎。
在《聖職者》之後續寫的《告白》於2008年週刊文春推理小說 Best 10獲得第一名、「這本推理小說真厲害！」中獲得第四名。2009年第六屆書店大獎中再以《告白》獲得推薦新人獎。
2009年在網路上寫著想在五年內達到完美的目標的，並表明：「持續的當作家，接著不再以《告白》當作代表作了。」
2012年以《望鄉、海星星》獲得第65屆日本推理作家協會獎短篇獎。
2016年以《理想國 Utopia》獲得第29回山本周五郎賞。

## 作品

### 小說
- 《告白》（2008年8月 雙葉社／2009年8月 時報文化 / 2010年7月 哈尔滨出版社 / 2012年6月 哈尔滨出版社 / 2016年4月 博集天卷（出品）湖南文艺出版社（出版） / 2020年2月  博集天卷（出品）湖南文艺出版社（出版） / 2025年 博集天卷（出品）湖南文艺出版社（出版））
- 《少女》（2009年1月 早川書房／2011年4月 皇冠文化）
- 《贖罪》（2009年6月 東京創元社／2010年10月 皇冠文化／2011年4月 新经典文化（出品）南海出版公司（出版）／2014年9月 新经典文化（出品）南海出版公司（出版）／2024年3月 读客（出品）北京日报出版社（出版））
- 《為了N》（Nのために，2010年1月 東京創元社／2011年9月 皇冠文化）
- 《夜行觀覽車》（2010年6月 雙葉社／2011年5月 時報文化）
- 《往復書簡》（2010年9月 幻冬舍／2011年11月 時報文化／2011年12月 中信出版社）
中篇小說集，收錄篇章：十年後的畢業文集／二十年後的作業／十五年後的補習
- 《花之锁》（2011年3月 文藝春秋／2013年11月 時報文化）
- 《境遇》（2011年10月 双葉社／2012年8月 時報文化）
特別版附繪本《藍天緞帶》（繪者：陶山夕香）
- 《藍寶石》（2012年4月 角川春樹事務所／2013年7月 皇冠文化）
作者首部短篇小說集，收錄篇章：珍珠／紅寶石／鑽石／貓眼石／月光石／藍寶石／石榴石
- 《白雪公主殺人事件》（白ゆき姫殺人事件，2012年7月 集英社／2014年7月 皇冠文化）
- 《母性》（2012年10月 新潮社／2014年3月 皇冠文化／2024年 读客（出品）北京日报出版社（出版））
- 《高校入試 腳本》（2013年1月 角川書店） - 原創電視劇本記錄。收錄長澤雅美與湊佳苗之對話。
- 《望鄉》（2013年1月 文藝春秋／2014年12月 皇冠文化）
短篇小說集，收錄篇章：橘之花／海星星／夢幻王國／雲絲／石像十字架／光的航道
- 《高校入試》（2013年6月 角川書店／2014年8月 臺灣東販）
- 《睡在豌豆上》（豆の上で眠る，2014年3月 新潮社／2014年10月 春天出版國際）
- 《山女日記》（2014年7月 幻冬舍／2017年1月 春天出版國際）
- 《故事的結局》（物語のおわり，2014年10月 朝日出版社／2016年2月 臺灣東販）
- 《絶唱》（2015年1月 新潮社／2015年10月 三采文化）
- 《反轉 Reverse》（リバース，2015年5月 講談社／2017年1月 皇冠文化）
- 《理想國 Utopia》（ユートピア，2015年11月 集英社／2017年5月 皇冠文化）
- 《惡毒女兒‧聖潔母親 Poison daughter Holy mother》（ポイズンドーター・ホーリーマザー，2016年5月 光文社／2017年10月 皇冠文化）
- 《回到城崎》（城崎へかえる，2016年7月 NPO法人 本と温泉）（城崎溫泉地區限定販售）
- 《未来》（2018年5月 雙葉社／2019年7月 皇冠文化）
- 《廣播社 Broadcast / 广播》（ブロードキャスト，2018年8月 KADOKAWA/2019年11月 天闻角川／2021年2月 臺灣角川）
- 《落日》（2019年9月 角川春樹事務所／2020年12月 皇冠文化）
- 《碎片》（カケラ，2020年5月 集英社／2020年7月 皇冠文化/湖南文艺出版社）
- 《廣播社2 紀實篇 Document / 校园实录》（ドキュメント，2021年3月 KADOKAWA／2022年5月 臺灣角川／2023年9月 天闻角川）
- 《残照の頂 続・山女日記》（2021年11月 幻冬舍）（山女日記續集）
- 《人類標本》（人間標本，2023年12月 KADOKAWA／2025年8月 皇冠文化）
- 《C線上のアリア》（2025年2月 朝日新聞出版）

### 散文
- 《山貓咖啡》（：上巻 2016年12月、下巻 2017年1月 双葉社）
- （2022年9月 角川春樹事務所）

## 改編作品

### 電影
- 告白（2010年6月5日於日本上映；2010年10月29日於台灣上映。出品：東寶，導演：中島哲也，主演：松隆子）
- 往復書簡：二十年後的作業（2012年11月3日於日本上映；2013年4月12日於台灣上映。出品：東映，導演：阪本順治，主演：吉永小百合）
- 贖罪（將日劇版修剪為上下兩集）（2013年，出品：WOWOW，導演：黑澤清，主演：小泉今日子）
- 白雪公主殺人事件（2014年3月29日於日本上映；2014年7月18日於台灣上映，2014年11月20日於香港上映。出品：松竹，導演：中村義洋，主演：井上真央、綾野剛、蓮佛美沙子、菜菜緒）
- 少女（2016年10月8日於日本上映；2016年10月20日於香港上映，2016年11月18日於台灣上映。出品：東映，導演：三島有紀子，主演：本田翼、山本美月）
- 母性（2022年11月23日於日本上映。出品：華納兄弟，導演：廣木隆一，主演：戶田惠梨香、永野芽郁）

### 電視劇
- 境遇（2011年12月3日，朝日電視台，朝日放送創立60周年紀念作品，主演：松雪泰子）
- 贖罪（2012年1月8日－2月5日，WOWOW，共5集，主演：小泉今日子）
- 高校入試（2012年10月6日－12月29日，富士電視台，共13集，主演：長澤雅美）
- 夜行觀覽車（2013年1月18日－3月22日，TBS電視台，共10集，主演：鈴木京香、石田百合子）
- 花之鎖（2013年9月17日，富士電視台，主演：中谷美紀、松下奈緒、戶田惠梨香）
- 為了N（2014年10月17日－12月19日，TBS電視台，共10集，主演：榮倉奈奈）
- 女性作家推理集：三個美麗的謊言（日语：美しき三つの嘘）：月亮石（2016年1月4日，富士電視台，主演：永作博美）
- 望郷（2016年9月28日，東京電視台，主演：廣末涼子、伊藤淳史、濱田岳）
- 往復書簡〜十五年後之補習（日语：往復書簡 (湊かなえ)）（2016年9月30日，TBS電視台，主演：松下奈緒、市原隼人）
- 山女日記（2016年11月6日－12月18日，NHK，共7集，主演：工藤夕貴）
- 反轉 リバース Reverse（2017年4月14日－6月16日，TBS電視台，共10集，主演：藤原龍也）
- 山女日記 ~續篇~（2017年10月29日－11月5日，NHK，共2集，主演：工藤夕貴、湊佳苗本人客串演出一名女性登山者。）
- 惡毒女兒聖潔母親（日语：ポイズンドーター・ホーリーマザー）（2019年7月6日，WOWOW，共6集，主演：寺島忍、足立梨花、清原果耶、倉科加奈、中村友里（日语：中村ゆり）、伊藤步）
- 山女日記3（2019年10月17日－11月21日，NHK，共6集，主演：工藤夕貴
- 落日（2023年9月10日－10月1日，WOWOW，共4集，主演：北川景子）
- 人間標本（2025年12月19日－，Prime Video，全5集，主演：西島秀俊）

## 曾獲獎項
- 第2回BS-i新人脚本賞佳作入選
- 第35回創作廣播劇大賞受賞
- 第29回小說推理新人賞（聖職者）
- 週刊文春推理小說賞10第1位（告白）
- 這本推理小說真厲害！第4位（告白）
- 第6回書店大獎受賞（告白）
- 第3屆廣島文化賞新人賞受賞
- 第65回日本推理作家協会賞（短編部門）受賞（望郷、海の星）
- 第29回山本周五郎賞受賞（理想國）

## 外部連結
- 作者訪問 湊佳苗《告白》 （页面存档备份，存于）
- 時報出版--湊佳苗作者專區 （页面存档备份，存于）
- - 東京創元社
- - 東京創元社
- - 双葉社